# Jahrgangsstufe
Eine Jahrgangsstufe, auch Klassenstufe, in Österreich und der Schweiz Schulstufe, bezeichnet die Gesamtheit der Klassen oder Kurse, die im selben Jahr eingeschult wurden oder demselben Lernabschnitt zugehörig sind. Die Klassen eines Jahrgangs nennt man Parallelklassen, die Anzahl der Parallelklassen eines Jahrgangs Zug. Gibt es pro Jahrgang nur eine Klasse, spricht man von einer einzügigen Schule, bei zwei Klassen von zweizügigen Schulen und so weiter.

## Lage in verschiedenen Staaten

### Deutschland

Bildungswege des Deutschen Bildungssystems

In Deutschland existieren im Bereich der Schulen in Abhängigkeit von dem jeweiligen Bundesland bis zu 13 Jahrgangsstufen. Hierbei werden die erste bis vierte – in Berlin und Brandenburg die erste bis sechste – Jahrgangsstufe Primarstufe (Grundschule) genannt.
Hierauf folgen die Klassenstufen fünf bis zehn, welche als Sekundarstufe I zusammengefasst werden und entweder an einem Gymnasium, einer Gesamtschule (nicht in allen Bundesländern), einer Stadtteilschule (nur Hamburg), einer Realschule oder Hauptschule (nur bis Klassenstufe 9) besucht werden können.
Darauf wiederum folgt die Sekundarstufe II, welche die Jahrgangsstufen 11–12 bzw. 13 umfasst und deren Besuch an einem Gymnasium, Beruflichen Gymnasium, einer Fachoberschule an einer Gesamtschule mit gymnasialer Oberstufe oder einer Stadtteilschule mit gymnasialer Oberstufe erfolgen kann.

#### Geschichte
Die Einteilung von Schulklassen nach dem Alter der Schüler etablierte sich im Verlauf des 17. und 18. Jahrhunderts, während zuvor dem Bildungsstand des Schülers maßgebende Bedeutung zuteil kam. Im 19. Jahrhundert wurde beispielsweise in Preußen das neunjährige Gymnasium eingeführt, das eine Vorschule voraussetzte, ab 1925 musste nach dem Reichsgrundschulgesetz eine vergleichbare grundlegende Ausbildung durch die Volksschule vermittelt werden.

##### Vom Sextaner zum Primaner
Die verschiedenen Jahrgänge des Gymnasiums wurden seit der Frühen Neuzeit mit lateinischen Zahlwörtern im Nominativ Singular Femininum bezeichnet. Dabei wurden die Jahrgangsstufen der ursprünglich sechsstufigen Gymnasien von oben herunter gezählt, beginnend mit dem Abschlussjahrgang als der Prima („die Erste“) bis zur sechsten Jahrgangsstufe, der Sexta („die Sechste“). Nach der Ausdehnung der Gymnasialzeit auf neun Schuljahre wurde die Zählung angepasst. Die neue Zählung lautete: Sexta (= Jahrgang 5) (VI), Quinta (V)= Jahrgang 6), Quarta (IV)(= Jahrgang 7), Untertertia (U III)(= Jahrgang 8), Obertertia  (O III)(= Jahrgang 9), Untersekunda (U II)(= Jahrgang 10), Obersekunda (O II)(= Jahrgang 11), Unterprima (U I)(= Jahrgang 12) und Oberprima (O I)(= Jahrgang 13).
Wie heute auch nach der Sekundarstufe I konnte man früher als Einjähriger nach der Untersekunda (oft UII oder U2 abgekürzt) abgehen oder aber mit dem Abitur nach der Oberprima (OI bzw. O1).

##### Aktuelle und frühere Bezeichnung
Im Zuge der Vereinheitlichung des deutschen Schulsystems durch das sogenannte Hamburger Abkommen 1964 beschlossen die Ministerpräsidenten der Länder die Abschaffung der bis dahin teilweise üblichen Zählung der Klassen eines Gymnasiums, neu beginnend bei der ersten Klasse und endend mit der neunten Klasse. Die komplette Umsetzung des Beschlusses dauerte dann allerdings noch bis Ende der 1990er Jahre. Seitdem wird allgemein die Zählung der Klassenstufe von der Grundschule weg fortgeführt.

#### System der DDR
Das Schulsystem der Deutschen Demokratischen Republik war in zwölf Jahrgangsstufen unterteilt, wobei entweder nach der zehnten (POS) oder der zwölften Klassenstufe (EOS) ein Abschluss erreicht werden konnte. Jedoch konnten auch Schüler nach der achten Klasse die Schule beenden, um eine Lehre aufzunehmen. Weiterhin hatten gute Schüler nach der 10. Klasse die Möglichkeit, eine Berufsausbildung mit Abitur zu absolvieren.
Zur Tabelle unten: Bestimmte Oberbegriffe wurden in den Jahrzehnten zusammengefasst, die Bezeichnungen von 1946 bis 1971 viermal verändert, bis dieses Prinzip 1983 abgeschafft wurde.
|                       | 1946–1959                                              | 1959–1968                                          | 1968–1971                                          | 1971–1983                                 | ab 1983                   |
| --------------------- | ------------------------------------------------------ | -------------------------------------------------- | -------------------------------------------------- | ----------------------------------------- | ------------------------- |
| Jahrgangsstufen 1–4   | Unterstufe der Grund- oder Mittelschule                | Unterstufe der Polytechnischen Oberschule          | Unterstufe der Polytechnischen Oberschule          | Unterstufe der Polytechnischen Oberschule | Polytechnische Oberschule |
| Jahrgangsstufen 5–10  | Oberstufe der Grund- oder Mittelschule (5–8 oder 5–10) | Oberstufe der Polytechnischen Oberschule           | Oberstufe der Polytechnischen Oberschule           | Oberstufe der Polytechnischen Oberschule  | Polytechnische Oberschule |
| Jahrgangsstufen 5–10  | Oberstufe der Oberschule (9–10)                        | Oberstufe der Polytechnischen Oberschule           | Oberstufe der Polytechnischen Oberschule           | Oberstufe der Polytechnischen Oberschule  | Polytechnische Oberschule |
| Jahrgangsstufen 5–10  | Oberstufe der Erweiterten Oberschule                   | Vorbereitungsklassen an der Erweiterten Oberschule | Vorbereitungsklassen an der Erweiterten Oberschule |                                           | Polytechnische Oberschule |
| Jahrgangsstufen 11–12 | Abiturstufe der Oberschule                             | Abiturstufe der Erweiterten Oberschule             | Abiturstufe der Erweiterten Oberschule             | Abiturstufe der Erweiterten Oberschule    | Erweiterte Oberschule     |

### Österreich

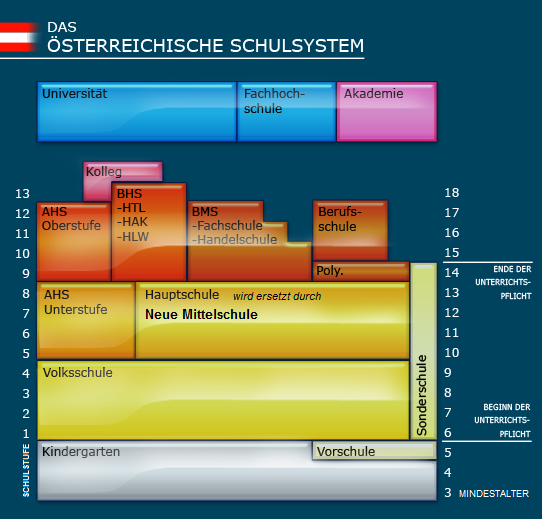
Die verschiedenen Schultypen in Österreich, systematische Gliederung, nach ISCED koloriert

Die Nummerierung der Schulstufen ist in Österreich durchgehend von eins bis zwölf (allgemein) beziehungsweise dreizehn (berufsbildende Schulen und Sonderformen). Die Nummerierung der Jahrgänge und Klassen ist dagegen abhängig von der besuchten Schule und beginnt immer wieder von eins. So geht ein Schüler beim Übergang auf die nächste Schulart, beispielsweise von der vierten Klasse Volksschule auf eine Allgemeinbildende höhere Schule (AHS) wieder in die Erste Klasse, ebenso wie später bei eigenen Oberstufen- oder Fachschulen. Bei Uneindeutigkeit wird der Schultyp dazugesagt, wie beispielsweise „achte Klasse AHS“ (12. Schulstufe, Jahr der Matura).
Als Grundstufe bezeichnet man in Österreich die Vorschule (0. Schulstufe, Grundstufe I) und die Schulstufen 1–4.
Als Unterstufe die Schulstufen 5–8 der AHS (1.–4. Klasse). Zu dieser Sekundarstufe I gehören auch die anderen Schulen der Mittelstufe – Hauptschule bzw. Neue Mittelschule, und einige Sonderformen für sonderpädagogischen Förderbedarf.
Als Oberstufe die Schulstufen 9–12 der AHS (5.–8. Klasse oder 1.–4. Klasse eines ORG Oberstufenrealgymnasium). Bei den berufsbildenden Schulen (BMHS) verwendet man die Bezeichnung Jahrgänge (also I. bis V. Jg.).
Außerdem wird in den Lehrplänen der AHS noch fachlich in die Stundentafel 1./2. Klasse (5./6. Schulstufe), 3./4. Klasse (7./8. Schulstufe), und 5.–8. Klasse (Oberstufe) unterschieden. Sie haben abgegrenzte Bildungsziele, die im Rahmen der Schulautonomie mit Fächern belegt werden können, und trotzdem den Schulwechsel mit 12 oder 14 Lebensjahren vereinfachen.
Im Regelalter von 16 (10./11. Schulstufe) gibt es in Österreich keinerlei prägnanten Einschnitt im Bildungssystem, mit 15 (Ende 9. Schulstufe) nur das Ende der Unterrichtspflicht, in der die allgemeinbildenden Pflichtschulen mit der Polytechnischen Schule und Sonderschule enden.
Die historischen lateinischen Jahrgangsbezeichnungen der mittleren und höheren Schulen verliefen in dieselbe Richtung, also gegengleich zur deutschen oder schweizerischen Einteilung. Sie begannen in der heutigen 5. Stufe (etwa 10. Lebensjahr) mit der Prima und gingen weiter mit der Sekunda, Tertia, Quarta, Quinta, Sexta, Septima bis zur Oktava mit der Matura. Es gab dadurch auch keine Unterteilung in „Ober~“ und „Unter~“.

### Schweiz

Bildungswege der Schweiz

In der Schweiz existieren zwölf Jahrgangsstufen, welche in die drei übergeordneten Stufen der Primarstufe, Sekundarstufe I und Sekundarstufe II eingeordnet werden. Hierbei umfasst die Primarstufe die Jahrgangsstufen 1–6, in einigen Kantonen 1–4. Die Sekundarstufe I kann an einer Realschule, Sekundarschule, Bezirksschule oder einem Progymnasium absolviert werden und umfasst die Jahrgangsstufen 7–9. Die Sekundarstufe II enthält die Klassenstufen 10–12, und kann an einem Gymnasium, einer Kantonsschule oder einer Berufsbildenden Schule absolviert werden.
Des Weiteren existieren Bezeichnungen, die in einzelnen Kantonen üblich waren oder auch heute noch verwendet werden: Beispielsweise die Bezeichnung Sekunda für die elfte Klassenstufe des Gymnasiums oder Oberprima für die ehemals vorhandene 13. Jahrgangsstufe im Gymnasium.
Die historischen Jahrgangsbezeichnungen liefen wie in Deutschland.